# Canton d'Orsay
Le canton d’Orsay est une ancienne division administrative et circonscription électorale française située dans le département de l’Essonne et la région Île-de-France.

## Géographie

### Situation
| Type d’occupation           | Pourcentage | Superficie (en hectares) |
| --------------------------- | ----------- | ------------------------ |
| Espace urbain construit     | 56,6 %      | 678,44                   |
| Espace urbain non construit | 13,1 %      | 157,52                   |
| Espace rural                | 30,3 %      | 362,64                   |
| Source : Iaurif             |             |                          |

Le canton d’Orsay était organisé autour de la commune d’Orsay dans l’arrondissement de Palaiseau. Son altitude variait entre cinquante-et-un mètres à Orsay et à cent soixante-trois mètres à Bures-sur-Yvette, pour une altitude moyenne de quatre-vingt-quatre mètres.

### Composition
Le canton d’Orsay comptait deux communes :
| Communes         | Population (2012) | Code postal | Code Insee  |
| ---------------- | ----------------- | ----------- | ----------- |
| Bures-sur-Yvette | 9 535 hab.        | 91440       | 91 3 21 122 |
| Orsay            | 15 966 hab.       | 91400       | 91 3 21 471 |

### Démographie
| 1968   | 1975   | 1982   | 1990   | 1999   | 2006   | 2011   | 2012   |
| ------ | ------ | ------ | ------ | ------ | ------ | ------ | ------ |
| 17 820 | 20 400 | 21 821 | 24 076 | 25 915 | 26 310 | 25 579 | 25 606 |

### Pyramide des âges
| Hommes | Classe d’âge | Femmes |
| ------ | ------------ | ------ |
| 0,2    | 90 ans ou +  | 1,0    |
| 5,7    | 75 à 89 ans  | 8,2    |
| 13,6   | 60 à 74 ans  | 14,6   |
| 19,0   | 45 à 59 ans  | 19,7   |
| 18,0   | 30 à 44 ans  | 17,5   |
| 25,5   | 15 à 29 ans  | 23,2   |
| 18,1   | 0 à 14 ans   | 15,8   |

| Hommes | Classe d’âge | Femmes |
| ------ | ------------ | ------ |
| 0,3    | 90 ans ou +  | 0,8    |
| 4,4    | 75 à 89 ans  | 6,7    |
| 11,3   | 60 à 74 ans  | 11,9   |
| 19,9   | 45 à 59 ans  | 20,0   |
| 21,9   | 30 à 44 ans  | 21,4   |
| 20,6   | 15 à 29 ans  | 19,2   |
| 21,7   | 0 à 14 ans   | 20,0   |

## Histoire
Le canton d’Orsay fut créé par le décret no 67-589 du 20 juillet 1967, il regroupait à l’époque les communes d’Orsay, Bures-sur-Yvette et Gif-sur-Yvette. Un décret ministériel du 7 décembre 1975 l’a amputé de la commune de Gif-sur-Yvette qui devenait elle-même un canton. Un nouveau décret du 24 janvier 1985 l’amputait à nouveau de la récente commune des Ulis qui constituait elle aussi un nouveau canton.

## Représentation

### Conseillers généraux du canton d’Orsay
| Période | Période | Identité                  | Étiquette | Qualité                                                                       |
| ------- | ------- | ------------------------- | --------- | ----------------------------------------------------------------------------- |
| 1967    | 1973    | Robert Trimbach           | DVD       | Ingénieur Maire de Gif-sur-Yvette (1959-2001) Conseiller régional (1976-1982) |
| 1973    | 1979    | Georges Thévenon          | DVD       | Professeur Maire d'Orsay (1965-1977)                                          |
| 1979    | 1985    | Georges Bonneville        | PS        | Maire de Bures-sur-Yvette (1977-1983 et 1989-1995)                            |
| 1985    | 1992    | Michel Lochot             | DVD       | Ingénieur chez Thomson Maire d’Orsay (1983-1989)                              |
| 1992    | 1998    | Alain Holler              | DVD       | Médecin au Centre hospitalier d'Orsay Conseiller municipal d’Orsay            |
| 1998    | 2004    | Marie-Françoise Parcollet | PS        | Adjointe au Maire d’Orsay                                                     |
| 2004    | 2015    | David Ros                 | PS        | Enseignant-chercheur Maire d’Orsay Elu en 2015 dans le Canton de Palaiseau    |

### Résultats électoraux
Élections cantonales, résultats des deuxièmes tours :
- Élections cantonales de 1992 : 54,96 % pour Alain Holler (DVD), 45,04 % pour M. Laurent (PS), 62,12 % de participation[9].
- Élections cantonales de 1998 : 54,06 % pour Françoise Parcollet (PS), 45,94 % pour Alain Holler (DVD), 55,73 % de participation[10].
- Élections cantonales de 2004 : 56,46 % pour David Ros (PS), 43,54 % pour Marie-Hélène Aubry (UMP), 73,51 % de participation[11].
- Élections cantonales de 2011 : 63,57 % pour David Ros (PS), 36,43 % pour Raymond Raphaël (UMP), 48,07 % de participation[12].

## Économie

### Emplois, revenus et niveau de vie
| Répartition des emplois par catégories socioprofessionnelles en 2006. |              |                                           |                                                   |                            |                          |                           |
|                                                                       | Agriculteurs | Artisans, commerçants, chefs d’entreprise | Cadres et professions intellectuelles supérieures | Professions intermédiaires | Employés                 | Ouvriers                  |
| Canton d’Orsay                                                        | 0,0 %        | 3,3 %                                     | 42,9 %                                            | 24,4 %                     | 21,7 %                   | 7,7 %                     |
| Département de l’Essonne                                              | 0,2 %        | 4,5 %                                     | 22,1 %                                            | 27,7 %                     | 27,6 %                   | 17,9 %                    |
| Moyenne nationale                                                     | 2,2 %        | 6,0 %                                     | 15,4 %                                            | 24,6 %                     | 28,7 %                   | 23,2 %                    |
| Répartition des emplois par secteurs d’activités en 2006.             |              |                                           |                                                   |                            |                          |                           |
|                                                                       | Agriculture  | Industrie                                 | Construction                                      | Commerce                   | Services aux entreprises | Services aux particuliers |
| Canton d’Orsay                                                        | 0,3 %        | 7,1 %                                     | 3,4 %                                             | 5,9 %                      | 27,7 %                   | 6,4 %                     |
| Département de l’Essonne                                              | 0,8 %        | 11,5 %                                    | 6,1 %                                             | 15,4 %                     | 18,8 %                   | 6,4 %                     |
| Moyenne nationale                                                     | 3,5 %        | 15,2 %                                    | 6,4 %                                             | 13,3 %                     | 13,3 %                   | 7,6 %                     |
| Sources : Insee,                                                      |              |                                           |                                                   |                            |                          |                           |

## Pour approfondir

## Sources
1. ↑  Fiche multicommunale d’occupation des sols en 2008 sur le site de l’Iaurif. Consulté le 20/11/2010.
2. ↑  Structure de la population du canton de 1968 à l'année de la dernière population légale connue
3. ↑  Fiches Insee - Populations légales du canton pour les années 2006, 2011, 2012
4. ↑  Pyramide des âges cantonale 2009 sur le site de l’Insee. Consulté le 08/07/2012.
5. ↑  Pyramide des âges de l’Essonne en 2009 sur le site de l’Insee. Consulté le 07/07/2012.
6. ↑  JO du 22/07/1967 sur le site legifrance.gouv.fr Consulté le 01/01/2009.
7. ↑  Tete du décret du 7 décembre 1975 portant création du canton de Gif-sur-Yvette sur le site legifrance.gouv.fr Consulté le 17/05/2009.
8. ↑  Texte du décret du 24 janvier 1985 portant création du canton des Ulis sur le site legifrance.gouv.fr Consulté le 17/05/2009.
9. ↑  Résultats de l’élection cantonale 1992 sur le site du Figaro. Consulté le 20/10/2009.
10. ↑  Résultats de l’élection cantonale 1998 sur le site du Figaro. Consulté le 20/10/2009.
11. ↑  Résultats de l’élection cantonale 2004 sur le site du ministère de l’Intérieur. Consulté le 17/05/2009.
12. ↑  Résultats de l’élection cantonale 2011 sur le site du ministère de l’Intérieur. Consulté le 02/04/2011.
13. ↑  Rapport statistique cantonal sur le site de l’Insee. Consulté le 29/04/2010.
14. ↑  Rapport statistique départemental sur le site de l’Insee. Consulté le 16/08/2009.
15. ↑  Rapport statistique national sur le site de l’Insee. Consulté le 05/07/2009.